# Rowhook
Rowhook – osada w Anglii, w hrabstwie West Sussex, w dystrykcie Horsham. Leży 40 km na północny wschód od miasta Chichester i 50 km na południe od Londynu.